# Rosamorada (kommun)
Rosamorada är en kommun i Mexiko.   Den ligger i delstaten Nayarit, i den centrala delen av landet, 700 km väster om huvudstaden Mexico City.
Följande samhällen finns i Rosamorada:
- San Vicente
- Rosamorada
- Pericos
- Chilapa
- Cofradía de Cuyutlán
- Paramita
- Francisco Villa
- La Boquita
- Las Pilas
- Los Medina
- Vicente Guerrero
- Santa Fe
- Mojocuautla
- Providencia
- Rosarito